# Добров Іван Петрович
Іва́н Петро́вич Добро́в (26 вересня 1909 — 30 липня 1975) — радянський військовик, у роки Другої світової війни — командир відділення 178-го гвардійського стрілецького полку 58-ї гвардійської стрілецької дивізії, гвардії сержант. Повний кавалер ордена Слави.

## Життєпис
Народився 26 вересня 1909 року в селі Вікторівка Тузлівської волості Одеського повіту Херсонської губернії Російської імперії (нині — Березанський район Миколаївської області) в селянській родині. Українець. Здобув середню освіту.
Був головою колгоспу в рідному селі, обирався делегатом ІІ Всесоюзного з'їзду колгоспників-ударників (1935). Згодом очолював Березанський районний вузол зв'язку.
До лав РСЧА призваний у серпні 1941 року. Учасник німецько-радянської війни з серпня 1941 року. У вересні того ж року поблизу Каховки був поранений, потрапив у шпиталь м. Генічеська. Коли місто захопили німці, переховувався місцевими жителями. Підлікувавшись, дістався рідного села.
Вдруге призваний до лав РСЧА у травні 1944 року. Воював на 3-му та 1-му Українських фронтах.
Командир відділення 1-го стрілецького батальйону 178-го гвардійського стрілецького полку 58-ї гвардійської стрілецької дивізії гвардії молодший сержант І. П. Добров у запеклих боях за розширення Вісленського плацдарму в районі станції Ратає (Польща) 9 серпня 1944 року зі своїм відділенням першим увірвався до ворожої траншеї. Протягом 10—12 серпня відбивав безперервні контратаки супротивника, знищивши при цьому до 25 солдатів супротивника.
24 січня 1945 року в напруженому бою, відбиваючи контратаки супротивника на лівому березі річки Одер у районі населеного пункту Ензенау (Німеччина), стрілець 178-го гвардійського стрілецького полку 58-ї гвардійської стрілецької дивізії гвардії рядовий І. П. Добров влучним вогнем зі свого карабіна знищив 12 солдатів ворога.
16 квітня 1945 року при прориві лінії оборони супротивника і форсуванні річки Нейсе, стрілець 178-го гвардійського стрілецького полку 58-ї гвардійської стрілецької дивізії гвардії сержант І. П. Добров першим форсував річку, увірвався до ворожої траншеї, де вогнем з гвинтівки і багнетом знищив 13 солдатів супротивника.
Демобілізований у вересні 1945 року. Повернувся на батьківщину. Мешкав у селищі міського типу Березанка Миколаївської області. Працював майстром цеху Березанського райхарчокомбінату.
Помер 30 липня 1975 року. Похований у рідному селі.

## Нагороди
Нагороджений орденами Слави 1-го (27.06.1945, № 130), 2-го (24.03.1945, № 24768) та 3-го (25.08.1944, № 149747) ступенів і медалями.